# Beeswax
«Beeswax» es una canción de la banda de grunge Nirvana.

## Versiones que circulan
Beeswax fue grabada en los estudios Reciprocal Recording el 23 de enero de 1988 y lanzada por primera vez en el álbum recopilatorio de varios artistas Kill Rock Stars en 1991. La canción fue relanzada en la compilación de Nirvana Incesticide en 1992. Varias versiones en vivo han circulado en la comunidad de fanáticos y coleccionistas de la banda, una grabada en el Community World Theatre de Tacoma (Washington) el mismo día de la sesión de estudio, otra grabada el 19 de marzo de 1988 después en el mismo lugar, y otra tocada en Buenos Aires, Argentina el 30 de octubre de 1992.

## Versiones existentes
Beeswax se dice que fue tocado en vivo luego el 1992 meses antes de la última vez que fue tocado en el estadio de Vélez Sarsfield el 30 de octubre de 1992. Según algunos fanáticos fue tocada dos veces antes de dejar de ser tocada en vivo, una vez el 3 de Octubre en el Sam Carver Gymnasium, Western Washington University, Bellingham, WA, y al otro día en el Crocodile Cafe, que ese día tocaron como una no reportada banda abridora para el show de Mudhoney llamada Pen Cap Chew.